# Ihsan Abdel Quddous
Ihsan Abdel Quddous (en árabe: إحسان عبد القدوس‎ ʼIḥsān ʻAbd al-Quddūs) (1 de enero de 1919-11 de enero de 1990) fue un novelista, escritor y periodista egipcio, editor de los diarios Al Akhbar y Al-Ahram. Es reconocido por haber escrito muchas novelas que después fueron adaptadas a los formatos de cine, teatro, televisión y radio.

## Primeros años y educación
Abdel Quddous nació en una familia musulmana. Su pasatiempo favorito en sus primeros años de niñez fue la lectura. A los once años empezó a escribir relatos cortos y poesía. Su padre, Mohamed Abdel Quddous, un actor de cine y de teatro, lo motivó para que iniciara una carrera en la abogacía. Ihsan se graduó de la escuela de leyes en 1942 y empezó a laborar como abogado. Al comienzo de su carrera hizo parte de la prestigiosa firma del reconocido abogado egipcio Edward Qussairi. Más tarde se convirtió en editor del semanario Rose al-Yūsuf, fundado por su madre Fatima al Youssef (reconocida en el mundo artístico como Rose al Yusuf).

## Carrera literaria y periodística
En 1944 comenzó a escribir guiones, relatos cortos y novelas. Finalmente abandonó su carrera en leyes para dedicarse a tiempo completo a la escritura. Años más tarde logró distinguirse como periodista del periódico Al Akhbar, donde trabajó cerca de ocho años. Luego ingresó en el diario Al-Ahram y se convirtió en el editor principal de dicha publicación. A menudo realizaba críticas sobre importantes personalidades de su país y del mundo, algo que le valió ingresar a prisión en tres oportunidades mientras se desempeñó como periodista.
Ihsan siempre fue un defensor de la mujer egipcia, por lo que la mujer siempre fue el tema central de su obra literaria. Sus textos ayudaron de forma considerable a remover algunos prejuicios en relación con el género en Egipto. Contrario a su literatura, Ihsan era una persona muy conservadora. Era conocido como alguien sumamente estricto en el hogar y de escasa vida pública. Escribió más de 60 novelas y colecciones de relatos cortos. De sus novelas, cinco fueron dramatizadas, nueve fueron adaptadas al formato radial, diez fueron convertidas en series de televisión y 49 fueron adaptadas a la pantalla gigante. Sus obras han sido traducidas a idiomas como inglés, francés, alemán, ucraniano y chino. Ihsan también fue uno de los fundadores del "Club de la Historia Egipcia".

## Vida personal y fallecimiento
Su hijo Mohamed Ihsan Abdel Quddous es un reconocido periodista en Egipto.
Uno de los primeros artículos publicados por Ihsan fue un ataque directo al embajador británico Miles Lampson (Lord Killearn). En sus artículos denunciaba a algunos miembros del gobierno por proporcionar armas a las tropas durante la Guerra de Palestina, hecho que le valió una encarcelación. Ihsan fue llevado a prisión una vez más en 1954 después de escribir un artículo titulado "al-jam'iyya al-sir-riyya al-lati tahkum Misr", que revelaba las maquinaciones de Nasser en la Crisis de Marzo.
Ihsan Abdel Quddous falleció el 11 de enero de 1990 luego de sufrir un derrame.

## Premios y reconocimientos
Ihsan Abdel Quddous recibió su primer reconocimiento luego de escribir la novela My Blood, My Tears, My Smile (Mi sangre, mis lágrimas, mi sonrisa) en 1973. Dos años después, en 1975, recibió el premio Best Screenplay por su novela The Bullet is Still in my Pocket (La bala aún está en mi bolsillo). Fue honrado por el entonces presidente Gamal Abdel Nasser con la Orden del Mérito Egipcia. Después de su muerte en 1990, el presidente egipcio Hosni Mubarak honró su memoria con la Orden de la República.